# Янсен, Роналд
Франсискюс Роналдюс (Роналд) Мария Янсен (нидерл. Franciscus Ronaldus (Ronald) Maria Jansen; род. 30 декабря 1963, Синт-Михилсгестел, Северный Брабант) — нидерландский хоккеист на траве, вратарь. Двукратный олимпийский чемпион 1996 и 2000 годов, бронзовый призёр летних Олимпийских игр 1988 года, чемпион мира 1998 года, серебряный призёр чемпионата мира 1994 года, чемпион Европы 1987 года, двукратный серебряный призёр чемпионата Европы 1995 и 1999 годов.

## Биография
Роналд Янсен родился 30 декабря 1963 года в нидерландской деревне Синт-Михилсгестел.
Играл в хоккей на траве в чемпионате Нидерландов за «Де Доммел», «Вагенинген», «Оранье Цварт» и «Хертогенбосх».
23 июня 1987 года дебютировал в сборной Нидерландов в матче Трофея чемпионов против сборной Аргентины (5:0).
В 1987 году завоевал золотую медаль чемпионата Европы в Москве.
В 1988 году вошёл в состав сборной Нидерландов по хоккею на траве на летних Олимпийских играх в Сеуле и завоевал бронзовую медаль. Играл на позиции вратаря, провёл 2 матча.
В 1994 году завоевал серебряную медаль чемпионата мира в Сиднее.
В 1995 году выиграл серебряную медаль чемпионата Европы в Дублине.
В 1996 году вошёл в состав сборной Нидерландов по хоккею на траве на летних Олимпийских играх в Атланте и завоевал золотую медаль. Играл на позиции вратаря, провёл 7 матчей.
В 1998 году завоевал золотую медаль чемпионата мира в Утрехте.
В 1999 году выиграл серебряную медаль чемпионата Европы в Падуе.
В 2000 году вошёл в состав сборной Нидерландов по хоккею на траве на летних Олимпийских играх в Сиднее и завоевал золотую медаль. Играл на позиции вратаря, провёл 7 матчей.
Завоевал пять медалей Трофея чемпионов: три золотых — в 1996 году в Мадрасе, в 1998 году в Лахоре и в 2000 году в Амстелвене, серебряную в 1987 году в Амстелвене, бронзовую в 1994 году в Лахоре.
В 1987—2000 годах провёл за сборную Нидерландов 182 матча.
По окончании игровой карьеры стал тренером. В 2001—2003 годах входил в тренерский штаб «Хертогенбосха». В 2004 году был ассистентом главного тренера сборной Пакистана Руланта Олтманса.
Владеет линией одежды «Кеперс».

## Семья
Дочь — Йибби Янсен (род. 1999), нидерландская хоккеистка на траве. Олимпийская чемпионка 2024 года.